# Kovača vas, Črnomelj
Kováča vás je naselje v Občini Črnomelj, Slovenija.

## Geografija
Povprečna nadmorska višina naselja je 408 m.
Pomembnejša bližnja naselja so: Stari trg ob Kolpi (1,5 km), Predgrad (2 km) in Črnomelj (20 km).